# Forêt de Bord-Louviers
La forêt domaniale de Bord-Louviers est un massif forestier français de 4 568 hectares situé dans l'Eure près du confluent de l'Eure et de la Seine.
Cette forêt occupe un plateau calcaire de 120 m d'altitude environ dominant les vallées de l'Eure (à l'est) et de la Seine (au nord), entrecoupé de vallons encaissés. Elle est située entre les villes de Louviers, Val-de-Reuil, Pont-de-l'Arche, Tostes et Saint-Pierre-lès-Elbeuf. L'autoroute A13 (autoroute de Normandie) la traverse du sud-est au nord.

## Origine du nom
Mentionnée en latin médiéval en 1014 sous la forme Bortis. Il s'agit peut-être d'un appellatif celtique *borto ayant un sens forestier.

## Patrimoine naturel
La forêt de Bord-Louviers est en zone naturelle d'intérêt écologique, faunistique et floristique.

## Histoire
Des sources anciennes, à partir du XIe siècle, mentionnent imprécisément la forêt de Bord comme partie du fisc, le domaine royal. Cela est corroboré par l'échange que réalise Richard Cœur-de-Lion le 16 octobre 1197 avec l'archevêché de Rouen concernant la partie de la forêt de Bord proche de Louviers contre la ville des Andelys où il construisait le Château-Gaillard. C'est l'origine de la « forêt de Louviers ». 
En 1239, Pierre de Colmieu, archevêque de Rouen, souhaitant mettre fin aux querelles opposant l'archevêché à la Couronne sur la forêt de Louviers, opère un échange avec 106 acres de la forêt de Roumare.
Le 2 novembre 1789, la forêt de Bord, domaine royal, est incorporée au domaine de l'État, puis la forêt de Louviers est nationalisée en tant que bien religieux.
En 1983, les deux domaines sont réunis en une seule entité administrative : la forêt de Bord-Louviers.

## Sept arbres remarquables
Depuis octobre 2018, sept arbres remarquables font l'objet d'un circuit de découverte. 
1. Le hêtre Tabouël
2. Les Quatre Frères
3. Les arbres du petit Saint-Ouen
4. Le chêne du Val Noël
5. Le chêne Leguay
6. Le pin des Deux Bancs
7. Le chêne Pancarte

## Exploitation
La forêt se compose de 340 parcelles.
Les arbres composant le jardin intérieur du site Tolbiac de la Bibliothèque nationale de France sont des pins de la forêt de Bord-Louviers récupérés adultes là où une carrière devait les faire disparaître, et transportés en convoi exceptionnel. Dès leur transplantation, ils furent haubanés car le ré-enracinement est délicat avec des sujets adultes.

### Source
- Office National des Forêts